# Balıkesir (Provinz)
Balıkesir ist eine türkische Provinz im Westen des Landes. Im Westen grenzt sie an das Ägäische Meer, im Norden an die Provinz Çanakkale und an das Marmarameer. Balıkesir ist seit 2012 eine Großstadtgemeinde/Metropolprovinz (Büyükşehir belediyesi) und besteht aus 20 İlçe.
In der Provinz leben mehr als eine Million Menschen, davon entfallen auf die gleichnamige Provinzhauptstadt Balıkesir über 370.000 Einwohner.

## Verwaltungsgliederung
Die Provinz ist in 20 İlçe gegliedert, die vom Siedlungsbild in ländlichen Bereichen einem Landkreis, in städtischen Ballungsräumen einem Stadtbezirk ähneln. 2012 wurde die alte Gemeinde Balıkesir aufgelöst und an ihrer Stelle eine Großstadtgemeinde (Balıkesir Büyükşehir Belediyesi) errichtet. Zu diesem Zweck wurde das alte Stadtgebiet auf mehrere Gemeinden (Belediye) aufgeteilt und mit diesen und angrenzenden Gemeinden die Großstadtgemeinde gebildet. Sukzessive wurde durch Gründung und Auflösung von Gemeinden und Überführungen von Dorf- (Köy) Organisationen in Mahalle-Organisationen eine Einräumigkeit von Kommunalverwaltung (durch die Belediye) und staatlicher Verwaltung (durch das İlçe) hergestellt, so dass sich im Ergebnis das Gebiet der Einzelgemeinden mit dem jeweils gleichnamigen staatlichen Verwaltungsbezirk deckt. Nach einer Verwaltungsreform (2013) umfasst das Gebiet der Großstadtgemeinde die gesamte Provinz. Die kommunalen Selbstverwaltungsorgane auf Provinzebene (İl Meclisi) wurden aufgelöst und ihre Zuständigkeiten auf die Verwaltung der Großstadtgemeinde übertragen. Die Provinz wurde damit zu einem rein staatlichen Verwaltungsbezirk.
Die 20 İlçe sind:
| Kreis- code 1        | Landkreis İlçe       | Fläche 2 (km²) | Bevölkerung am 31.12.2022 3 | Bevölkerung am 31.12.2022 3 | Bevölkerung am 31.12.2022 3 | Anzahl der Mahalle | Bevölke rungs dichte (Einw./km²) | Sex Ratio 4 Frauen auf 1000 Männer | Grün- dungs datum 5, 6 |
| Kreis- code 1        | Landkreis İlçe       | Fläche 2 (km²) | Gesamt                      | männlich                    | weiblich                    | Anzahl der Mahalle | Bevölke rungs dichte (Einw./km²) | Sex Ratio 4 Frauen auf 1000 Männer | Grün- dungs datum 5, 6 |
| -------------------- | -------------------- | -------------- | --------------------------- | --------------------------- | --------------------------- | ------------------ | -------------------------------- | ---------------------------------- | ---------------------- |
| 2077                 | Altıeylül            | 956            | 183.736                     | 92.852                      | 90.884                      | 94                 | 192,2                            | 979                                | 2012                   |
| 1161                 | Ayvalık              | 305            | 74.030                      | 35.960                      | 38.070                      | 34                 | 242,7                            | 1059                               |                        |
| 1169                 | Balya                | 797            | 12.451                      | 6.247                       | 6.204                       | 46                 | 15,6                             | 993                                |                        |
| 1171                 | Bandırma             | 755            | 164.965                     | 83.381                      | 81.584                      | 55                 | 218,5                            | 978                                |                        |
| 1191                 | Bigadiç              | 1.108          | 48.917                      | 25.166                      | 23.751                      | 80                 | 44,1                             | 944                                | 1943                   |
| 1216                 | Burhaniye            | 420            | 64.283                      | 32.526                      | 31.757                      | 39                 | 153,1                            | 972                                |                        |
| 1291                 | Dursunbey            | 1.719          | 33.333                      | 16.399                      | 16.934                      | 111                | 19,4                             | 1033                               |                        |
| 1294                 | Edremit              | 682            | 167.901                     | 82.125                      | 85.776                      | 47                 | 246,2                            | 1044                               |                        |
| 1310                 | Erdek                | 307            | 31.902                      | 16.045                      | 15.857                      | 28                 | 103,9                            | 988                                | 1928                   |
| 1928                 | Gömeç                | 171            | 16.880                      | 8.462                       | 8.418                       | 13                 | 98,7                             | 995                                | 1990                   |
| 1360                 | Gönen                | 1.162          | 74.871                      | 37.314                      | 37.557                      | 101                | 64,4                             | 1007                               |                        |
| 1384                 | Havran               | 565            | 28.058                      | 13.984                      | 14.074                      | 34                 | 49,7                             | 1006                               | 1959                   |
| 1418                 | İvrindi              | 818            | 31.512                      | 15.735                      | 15.777                      | 69                 | 38,5                             | 1003                               | 1944                   |
| 2078                 | Karesi               | 695            | 187.362                     | 91.142                      | 96.220                      | 70                 | 269,6                            | 1056                               | 2012                   |
| 1462                 | Kepsut               | 889            | 21.825                      | 11.972                      | 9.853                       | 69                 | 24,6                             | 823                                | 1953                   |
| 1514                 | Manyas               | 634            | 18.066                      | 8.868                       | 9.198                       | 50                 | 28,5                             | 1037                               | 1936                   |
| 1824                 | Marmara              | 134            | 10.601                      | 5.630                       | 4.971                       | 14                 | 79,1                             | 883                                | 1987                   |
| 1608                 | Savaştepe            | 427            | 16.765                      | 8.404                       | 8.361                       | 50                 | 39,3                             | 995                                | 1954                   |
| 1619                 | Sındırgı             | 1.387          | 32.408                      | 15.645                      | 16.763                      | 75                 | 23,4                             | 1071                               |                        |
| 1644                 | Susurluk             | 652            | 37.724                      | 18.573                      | 19.151                      | 54                 | 57,9                             | 1031                               | 1926                   |
| PROVINZ 10 Balıkesir | PROVINZ 10 Balıkesir | 14.583         | 1.257.590                   | 626.430                     | 631.160                     | 1133               | 86,2                             | 1008                               |                        |

Durch die Umwandlung der Dörfer und Belediye in Mahalle stieg die Zahl dieser von 289 (Ende 2012) auf derzeit 1133.

## Bevölkerung

### Ergebnisse der Bevölkerungsfortschreibung
Nachfolgende Tabelle zeigt die jährliche Bevölkerungsentwicklung nach der Fortschreibung durch das 2007 eingeführte adressierbare Einwohnerregister (ADNKS). Zusätzlich sind die Bevölkerungswachstumsrate und das Geschlechterverhältnis (Sex Ratio d. h. die rechnerisch ermittelte Anzahl der Frauen pro 1000 Männer) aufgeführt. Der Zensus von 2011 ermittelte 1.155.216 Einwohner, das sind fast 80.000 Einwohner mehr als zum Zensus 2000.

| Jahr | Bevölkerung am Jahresende | Bevölkerung am Jahresende | Bevölkerung am Jahresende | Wachstums- rate der Be- völkerung (in %) | Geschlechter verhältnis (Frauen auf 1000 Männer) | Rang (unter den 81 Provinzen) |
| Jahr | gesamt                    | männlich                  | weiblich                  | Wachstums- rate der Be- völkerung (in %) | Geschlechter verhältnis (Frauen auf 1000 Männer) | Rang (unter den 81 Provinzen) |
| ---- | ------------------------- | ------------------------- | ------------------------- | ---------------------------------------- | ------------------------------------------------ | ----------------------------- |
| 2022 | 1.257.590                 | 626.430                   | 631.160                   | 0,56                                     | 1008                                             | 17                            |
| 2021 | 1.250.610                 | 625.527                   | 625.083                   | 0,83                                     | 999                                              | 17                            |
| 2020 | 1.240.285                 | 619.765                   | 620.520                   | 0,95                                     | 1001                                             | 17                            |
| 2019 | 1.228.620                 | 613.474                   | 615.146                   | 0,17                                     | 1003                                             | 17                            |
| 2018 | 1.226.575                 | 612.738                   | 613.837                   | 1,81                                     | 1002                                             | 17                            |
| 2017 | 1.204.824                 | 602.275                   | 602.549                   | 0,72                                     | 1000                                             | 17                            |
| 2016 | 1.196.176                 | 596.896                   | 599.280                   | 0,80                                     | 1004                                             | 17                            |
| 2015 | 1.186.688                 | 592.718                   | 593.970                   | −0,20                                    | 1002                                             | 17                            |
| 2014 | 1.189.057                 | 593.529                   | 595.528                   | 2,26                                     | 1003                                             | 17                            |
| 2013 | 1.162.761                 | 581.403                   | 581.358                   | 0,17                                     | 1000                                             | 17                            |
| 2012 | 1.160.731                 | 581.171                   | 579.560                   | 0,56                                     | 997                                              | 17                            |
| 2011 | 1.154.314                 | 577.658                   | 576.656                   | 0,17                                     | 998                                              | 17                            |
| 2010 | 1.152.323                 | 578.663                   | 573.660                   | 1,07                                     | 991                                              | 17                            |
| 2009 | 1.140.085                 | 570.664                   | 569.421                   | 0,87                                     | 998                                              | 17                            |
| 2008 | 1.130.276                 | 564.175                   | 566.101                   | 1,07                                     | 1003                                             | 17                            |
| 2007 | 1.118.313                 | 559.546                   | 558.767                   | –                                        | 999                                              | 17                            |
| 2000 | 1.076.347                 | 542.681                   | 533.666                   |                                          | 983                                              | 16                            |

### Volkszählungsergebnisse
Nachfolgende Tabellen geben den bei den 15 Volkszählungen dokumentierten Einwohnerstand der Provinz Balıkesir wieder. Die Werte der linken Tabelle sind E-Books (der Originaldokumente) entnommen, die Werte der rechten Tabelle entstammen der Datenabfrage des Türkischen Statistikinstituts TÜIK
| Jahr | Bevölkerung am Zensustag | Bevölkerung am Zensustag | Anteil in %       | Rang |
| Jahr | Türkei                   | Provinz Balıkesir        | Provinz Balıkesir | Rang |
| ---- | ------------------------ | ------------------------ | ----------------- | ---- |
| 1927 | 13.648.270               | 421.066                  | 3,09              | 4    |
| 1935 | 16.158.018               | 481.372                  | 2,98              | 5    |
| 1940 | 17.820.950               | 482.827                  | 2,71              | 5    |
| 1945 | 18.790.174               | 524.748                  | 2,79              | 5    |
| 1950 | 20.947.188               | 563.221                  | 2,69              | 5    |
| 1955 | 24.064.763               | 610.720                  | 2,54              | 6    |
| 1960 | 27.754.820               | 670.669                  | 2,42              | 7    |

| Jahr | Bevölkerung am Zensustag | Bevölkerung am Zensustag | Anteil in %       | Rang |
| Jahr | Türkei                   | Provinz Balıkesir        | Provinz Balıkesir | Rang |
| ---- | ------------------------ | ------------------------ | ----------------- | ---- |
| 1965 | 31.391.421               | 708.342                  | 2,26              | 9    |
| 1970 | 35.605.176               | 749.669                  | 2,11              | 9    |
| 1975 | 40.347.719               | 789.255                  | 1,96              | 10   |
| 1980 | 44.736.957               | 853.177                  | 1,91              | 11   |
| 1985 | 50.664.458               | 910.282                  | 1,80              | 14   |
| 1990 | 56.473.035               | 973.314                  | 1,72              | 16   |
| 2000 | 67.803.927               | 1.076.347                | 1,59              | 16   |
| 2011 | 74.525.696               | 1.155.216                | 1,55              | 17   |

Anzahl der Provinzen bezogen auf die Censusjahre:
- 1927, 1940 bis 1950: 63 Provinzen
- 1935: 57 Provinzen
- 1955: 67 Provinzen
- 1960 bis 1985: 73 Provinzen
- 1990: 73 Provinzen
- 2000: 81 Provinzen

## Ereignisse
2005 trat in dem Ort Kızıksa am See von Manyas erstmals in der Türkei die Geflügelpest auf.

## Persönlichkeiten
- Olcan Adın (* 1985), Fußballspieler
- Hülya Avşar (* 1963), Schauspielerin
- Hande Erçel (* 1993), Schauspielerin
- Caner Erkin (* 1988), Fußballspieler
- Firdewsi (1453–unbekannt), Dichter und Universalgelehrter
- Egemen Korkmaz (* 1982), Fußballspieler
- Önder Sav (* 1937), Politiker
- Ömer Seyfettin (1884–1920), Schriftsteller
- Tamer Yiğit (* 1942), Schauspieler
- Cengiz Ünder (* 1997), Fußballspieler